# Internazionali d'Italia 2010 - Qualificazioni singolare femminile
Le qualificazioni del singolare femminile degli Internazionali d'Italia 2010 sono state un torneo di tennis preliminare per accedere alla fase finale della manifestazione. I vincitori dell'ultimo turno sono entrati di diritto nel tabellone principale. In caso di ritiro di uno o più giocatori aventi diritto a questi sono subentrati i lucky loser, ossia i giocatori che hanno perso nell'ultimo turno ma che avevano una classifica più alta rispetto agli altri partecipanti che avevano comunque perso nel turno finale.
Le qualificazioni del Internazionali d'Italia  2010 prevedevano 32 partecipanti di cui 8 sono entrati nel tabellone principale.

## Teste di serie
1. Elena Baltacha (primo turno)
2. Ayumi Morita (Qualificata)
3. Pauline Parmentier (ultimo turno)
4. Alicia Molik (ultimo turno)
5. Cvetana Pironkova (primo turno)
6. Akgul Amanmuradova (Qualificata)
7. Karolina Šprem (Qualificata)
8. Varvara Lepchenko (Qualificata)

1. Anne Keothavong (ultimo turno)
2. Ekaterina Byčkova (ultimo turno)
3. Bojana Jovanovski (Qualificata)
4. Bethanie Mattek-Sands (Qualificata)
5. Chanelle Scheepers (ultimo turno)
6. Sesil Karatančeva (Qualificata)
7. Anna Floris (ultimo turno)
8. Ol'ga Savčuk (ultimo turno)

## Qualificati
1. Gréta Arn
2. Ayumi Morita
3. Bethanie Mattek-Sands
4. Bojana Jovanovski

1. Sesil Karatančeva
2. Akgul Amanmuradova
3. Karolina Šprem
4. Varvara Lepchenko

## Tabellone

### Legenda
| - Q = Qualificato - WC = Wild card - LL = Lucky loser | - ALT = Alternate - SE = Special Exempt - PR = Protected Ranking | - w/o = Walkover - r = Ritirato - d = Squalificato |

### Sezione 1
|  | Primo turno | Primo turno    | Primo turno    | Primo turno | Primo turno |  |  | Ultimo turno | Ultimo turno | Ultimo turno | Ultimo turno | Ultimo turno |  |
|  |             |                |                |             |             |  |  |              |              |              |              |              |  |
|  |             | Gréta Arn      | 2              | 6           | 7           |  |  |              |              |              |              |              |  |
|  | 1           | Elena Baltacha | 6              | 3           | 65          |  |  |              | Gréta Arn    | Gréta Arn    | 6            | 6            |  |
|  | 10          | E Byčkova      | E Byčkova      | 6           | 6           |  |  | 10           | E Byčkova    | E Byčkova    | 2            | 4            |  |
|  |             | Katalin Marosi | Katalin Marosi | 1           | 3           |  |  |              |              |              |              |              |  |

### Sezione 2
|  | Primo turno | Primo turno     | Primo turno     | Primo turno | Primo turno |  |  | Ultimo turno | Ultimo turno | Ultimo turno | Ultimo turno | Ultimo turno |  |
|  |             |                 |                 |             |             |  |  |              |              |              |              |              |  |
|  | 2           | Ayumi Morita    | Ayumi Morita    | 7           | 6           |  |  |              |              |              |              |              |  |
|  |             | M Di Giuseppe   | M Di Giuseppe   | 62          | 1           |  |  | 2            | Ayumi Morita | Ayumi Morita | 6            | 6            |  |
|  | 15          | Anna Floris     | Anna Floris     | 7           | 7           |  |  | 15           | Anna Floris  | Anna Floris  | 1            | 1            |  |
|  |             | Nathalie Viérin | Nathalie Viérin | 65          | 5           |  |  |              |              |              |              |              |  |

### Sezione 3
|  | Primo turno | Primo turno     | Primo turno     | Primo turno | Primo turno |  |  | Ultimo turno | Ultimo turno   | Ultimo turno   | Ultimo turno | Ultimo turno |  |
|  |             |                 |                 |             |             |  |  |              |                |                |              |              |  |
|  | 3           | P Parmentier    | P Parmentier    | 6           | 6           |  |  |              |                |                |              |              |  |
|  |             | Yuliya Kalabina | Yuliya Kalabina | 2           | 1           |  |  | 3            | P Parmentier   | P Parmentier   | 4            | 4            |  |
|  | 12          | B Mattek-Sands  | B Mattek-Sands  | 6           | 6           |  |  | 12           | B Mattek-Sands | B Mattek-Sands | 6            | 6            |  |
|  |             | K Dzehalevič    | K Dzehalevič    | 4           | 0           |  |  |              |                |                |              |              |  |

### Sezione 4
|  | Primo turno | Primo turno        | Primo turno  | Primo turno | Primo turno |  |  | Ultimo turno | Ultimo turno | Ultimo turno | Ultimo turno | Ultimo turno |  |
|  |             |                    |              |             |             |  |  |              |              |              |              |              |  |
|  | 4           | Alicia Molik       | Alicia Molik | 6           | 6           |  |  |              |              |              |              |              |  |
|  |             | Anikó Kapros       | Anikó Kapros | 4           | 2           |  |  | 4            | Alicia Molik | Alicia Molik | 2            | 3            |  |
|  | 11          | B Jovanovski       | 6            | 1           | 6           |  |  | 11           | B Jovanovski | B Jovanovski | 6            | 6            |  |
|  |             | N Llagostera Vives | 3            | 6           | 4           |  |  |              |              |              |              |              |  |

### Sezione 5
|  | Primo turno | Primo turno     | Primo turno     | Primo turno | Primo turno |  |  | Ultimo turno | Ultimo turno   | Ultimo turno   | Ultimo turno | Ultimo turno |  |
|  |             |                 |                 |             |             |  |  |              |                |                |              |              |  |
|  |             | Tat'jana Puček  | 0               | 7           | 6           |  |  |              |                |                |              |              |  |
|  | 5           | C Pironkova     | 6               | 5           | 2           |  |  |              | Tat'jana Puček | Tat'jana Puček | 2            | 1            |  |
|  | 14          | S Karatančeva   | S Karatančeva   | 6           | 6           |  |  | 14           | S Karatančeva  | S Karatančeva  | 6            | 6            |  |
|  |             | Claudia Giovine | Claudia Giovine | 1           | 4           |  |  |              |                |                |              |              |  |

### Sezione 6
|  | Primo turno | Primo turno       | Primo turno       | Primo turno | Primo turno |  |  | Ultimo turno | Ultimo turno   | Ultimo turno   | Ultimo turno | Ultimo turno |  |
|  |             |                   |                   |             |             |  |  |              |                |                |              |              |  |
|  | 6           | A Amanmuradova    | A Amanmuradova    | 6           | 6           |  |  |              |                |                |              |              |  |
|  |             | G Gatto-Monticone | G Gatto-Monticone | 2           | 1           |  |  | 6            | A Amanmuradova | A Amanmuradova | 6            | 7            |  |
|  | 13          | C Scheepers       | C Scheepers       | 6           | 7           |  |  | 13           | C Scheepers    | C Scheepers    | 0            | 6(1)         |  |
|  |             | N Burnett         | N Burnett         | 0           | 5           |  |  |              |                |                |              |              |  |

### Sezione 7
|  | Primo turno | Primo turno     | Primo turno     | Primo turno | Primo turno |  |  | Ultimo turno | Ultimo turno    | Ultimo turno    | Ultimo turno | Ultimo turno |  |
|  |             |                 |                 |             |             |  |  |              |                 |                 |              |              |  |
|  | 7           | Karolina Šprem  | Karolina Šprem  | 6           | 6           |  |  |              |                 |                 |              |              |  |
|  |             | F Di Sarra      | F Di Sarra      | 2           | 4           |  |  | 7            | Karolina Šprem  | Karolina Šprem  | 6            | 6            |  |
|  | 9           | Anne Keothavong | Anne Keothavong | 6           | 6           |  |  | 9            | Anne Keothavong | Anne Keothavong | 0            | 3            |  |
|  |             | Alice Moroni    | Alice Moroni    | 3           | 1           |  |  |              |                 |                 |              |              |  |

### Sezione 8
|  | Primo turno | Primo turno     | Primo turno     | Primo turno | Primo turno |  |  | Ultimo turno | Ultimo turno | Ultimo turno | Ultimo turno | Ultimo turno |  |
|  |             |                 |                 |             |             |  |  |              |              |              |              |              |  |
|  | 8           | V Lepchenko     | V Lepchenko     | 6           | 6           |  |  |              |              |              |              |              |  |
|  |             | A Grymalska     | A Grymalska     | 1           | 3           |  |  | 8            | V Lepchenko  | 6            | 2            | 6            |  |
|  | 16          | Ol'ga Savčuk    | Ol'ga Savčuk    | 6           | 6           |  |  | 16           | Ol'ga Savčuk | 2            | 6            | 3            |  |
|  |             | Marta Sirotkina | Marta Sirotkina | 0           | 1           |  |  |              |              |              |              |              |  |